# Cevo
Cevo là một đô thị trong tỉnh tỉnh Brescia thuộc vùng Lombardia, Ý. Đô thị này có diện tích kilômét vuông, dân số người. Các đô thị giáp ranh gồm: Berzo Demo, Cedegolo, Ceto, Cimbergo, Daone, Saviore dell'Adamello, Sonico.